# Férfi kormányos nélküli négyes evezés a 2004. évi nyári olimpiai játékokon
A 2004. évi nyári olimpiai játékokon az evezés férfi kormányos nélküli négyes versenyszámát augusztus 14. és augusztus 21. között rendezték a Szkíniasz evezős és kajak‑kenu központban . A versenyt a brit hajó nyerte a kanadai és az olasz egység előtt.

## Versenynaptár
Az időpontok helyi idő szerint, zárójelben magyar idő szerint olvashatóak.
| Dátum                          | Időpont       | Forduló     |
| ------------------------------ | ------------- | ----------- |
| 2004. augusztus 14., szombat   | 11:50 (10:50) | Előfutamok  |
| 2004. augusztus 17., kedd      | 15:55 (14:55) | Reményfutam |
| 2004. augusztus 18., szerda    | 10:00 (9:00)  | Elődöntők   |
| 2004. augusztus 19., csütörtök | 11:10 (10:10) | B-döntő     |
| 2004. augusztus 21., szombat   | 10:30 (9:30)  | A-döntő     |

## Rekordok
A verseny előtt a következő rekordok voltak érvényben:
| Világrekord | Sebastian Thormann · Paul Dienstbach · Philipp Stüer · Bernd Heidicker (GER) | 05:41,35 | Sevilla, Spanyolország | 2002. szeptember 21. |

A versenyen új rekord született:
| Olimpiai rekord | Cam Baerg · Tom Herschmiller · Jake Wetzel · Barney Williams (CAN)        | 5:50,68 | Athén, Görögország | 2004. augusztus 18. |
| Olimpiai rekord | Steve Williams · James Cracknell · Ed Coode · Matthew Pinsent (GBR)       | 5:50,44 | Athén, Görögország | 2004. augusztus 18. |
| Olimpiai rekord | Jochen Urban · Sebastian Thormann · Philipp Stüer · Bernd Heidicker (GER) | 5:48,52 | Athén, Görögország | 2004. augusztus 19. |

## Eredmények
Az idők másodpercben értendők. A rövidítések jelentése a következő:
- QS: Elődöntőbe jutás helyezés alapján
- QA: Az A-döntőbe jutás helyezés alapján
- QB: A B-döntőbe jutás helyezés alapján
- OR: Olimpiai rekord

### Előfutamok
Három előfutamot rendeztek, öt, valamint négy-négy résztvevővel. Az első három helyezett bejutott az elődöntőbe, a többiek a reményfutamba kerültek. 
| Helyezés | Nemzet                                                                                                 | Idő      | Mj       |
| 1. futam | 1. futam                                                                                               | 1. futam | 1. futam |
| -------- | --- | -------- | -------- |
| 1.       | Kanada (CAN) · Cam Baerg, Tom Herschmiller, Jake Wetzel, Barney Williams                               | 6:26,38  | QS       |
| 2.       | Lengyelország (POL) · Jarosław Godek, Mariusz Daniszewski, Artur Rozalski, Rafał Smoliński             | 6:30,72  | QS       |
| 3.       | Csehország (CZE) · Jakub Makovička, Jan Schindler, Petr Vitásek, Karel Neffe, Jr.                      | 6:31,23  | QS       |
| 4.       | Horvátország (CRO) · Damir Vučičić, Igor Boraska, Petar Milin, Marko Dragičević                        | 6:34,05  |          |
| 5.       | Románia (ROU) · Daniel Măstăcan, Florin Corbeanu, Ovidiu Cornea, Gheorghiţa Munteanu                   | 6:40,16  |          |
| 2. futam | |          |          |
| 1.       | Nagy-Britannia (GBR) · Steve Williams, James Cracknell, Ed Coode, Matthew Pinsent                      | 6:20,85  | QS       |
| 2.       | Olaszország (ITA) · Lorenzo Porzio, Dario Dentale, Luca Agamennoni, Raffaello Leonardo                 | 6:22,58  | QS       |
| 3.       | Szlovénia (SLO) · Tomaž Pirih, Jani Klemenčič, Gregor Sračnjek, Miha Pirih                             | 6:25,36  | QS       |
| 4.       | Egyesült Államok (USA) · Garrett Klugh, Jamie Schroeder, Mike Wherley, Wolf Moser                      | 6:30,01  |          |
| 3. futam | |          |          |
| 1.       | Ausztrália (AUS) · Dave McGowan, Rob Jahrling, Tom Laurich, Dave Dennis                                | 6:21,97  | QS       |
| 2.       | Új-Zéland (NZL) · Donald Leach, Mahé Drysdale, Carl Meyer, Eric Murray                                 | 6:22,91  | QS       |
| 3.       | Németország (GER) · Jochen Urban, Sebastian Thormann, Philipp Stüer, Bernd Heidicker                   | 6:33,14  | QS       |
| 4.       | Oroszország (RUS) · Szergej Matvejev, Vlagyimir Vologyenkov, Alekszandr Litvincsev, Jevgenyij Zsigulin | 6:36,93  |          |

### Reményfutam
Egy reményfutamot rendeztek, négy résztvevővel. Az első három helyezett bejutott az elődöntőbe, a negyedik kiesett.
| Helyezés | Nemzet                                                                                                 | Idő     | Mj |
| -------- | --- | ------- | -- |
| 1.       | Oroszország (RUS) · Szergej Matvejev, Vlagyimir Vologyenkov, Alekszandr Litvincsev, Jevgenyij Zsigulin | 5:56,94 | QS |
| 2.       | Egyesült Államok (USA) · Garrett Klugh, Jamie Schroeder, Mike Wherley, Wolf Moser                      | 5:58,13 | QS |
| 3.       | Horvátország (CRO) · Damir Vučičić, Igor Boraska, Petar Milin, Marko Dragičević                        | 5:58,48 | QS |
| 4.       | Románia (ROU) · Daniel Măstăcan, Florin Corbeanu, Ovidiu Cornea, Gheorghiţa Munteanu                   | 6:00,10 |    |

### Elődöntők
Két elődöntőt rendeztek, hat-hat részvevővel. Az első három helyezett az A-döntőbe jutott a többiek a B-döntőbe kerültek.
| Helyezés | Nemzet                                                                                 | Idő      | Mj       |
| 1. futam | 1. futam                                                                               | 1. futam | 1. futam |
| -------- | -------------------------------------------------------------------------------------- | -------- | -------- |
| 1.       | Kanada (CAN) · Cam Baerg, Tom Herschmiller, Jake Wetzel, Barney Williams               | 5:50,68  | QA, OR   |
| 2.       | Ausztrália (AUS) · Dave McGowan, Rob Jahrling, Tom Laurich, Dave Dennis                | 5:51,81  | QA       |
| 3.       | Olaszország (ITA) · Lorenzo Porzio, Dario Dentale, Luca Agamennoni, Raffaello Leonardo | 5:52,12  | QA       |
| 4.       | Németország (GER) · Jochen Urban, Sebastian Thormann, Philipp Stüer, Bernd Heidicker   | 5:54,45  | QB       |
| 5.       | Csehország (CZE) · Jakub Makovička, Jan Schindler, Petr Vitásek, Karel Neffe, Jr.      | 5:55,81  | QB       |
| 6.       | Egyesült Államok (USA) · Garrett Klugh, Jamie Schroeder, Mike Wherley, Wolf Moser      | 5:56,78  | QB       |

| Helyezés | Nemzet                                                                                                 | Idő      | Mj       |
| 2. futam | 2. futam                                                                                               | 2. futam | 2. futam |
| -------- | --- | -------- | -------- |
| 1.       | Nagy-Britannia (GBR) · Steve Williams, James Cracknell, Ed Coode, Matthew Pinsent                      | 5:50,44  | QA, OR   |
| 2.       | Új-Zéland (NZL) · Donald Leach, Mahé Drysdale, Carl Meyer, Eric Murray                                 | 5:52,95  | QA       |
| 3.       | Lengyelország (POL) · Jarosław Godek, Mariusz Daniszewski, Artur Rozalski, Rafał Smoliński             | 5:53,32  | QA       |
| 4.       | Szlovénia (SLO) · Tomaž Pirih, Jani Klemenčič, Gregor Sračnjek, Miha Pirih                             | 5:55,53  | QB       |
| 5.       | Oroszország (RUS) · Szergej Matvejev, Vlagyimir Vologyenkov, Alekszandr Litvincsev, Jevgenyij Zsigulin | 6:02,26  | QB       |
| 6.       | Horvátország (CRO) · Damir Vučičić, Igor Boraska, Petar Milin, Marko Dragičević                        | 6:05,54  | QB       |

### Döntők

#### B-döntő
A B-döntőt hat egységgel rendezték, az elődöntők 4–6. helyezettjeivel.
| Helyezés (Összesített) | Nemzet                                                                                                 | Idő        |
| ---------------------- | --- | ---------- |
| 1. (7.)                | Németország (GER) · Jochen Urban, Sebastian Thormann, Philipp Stüer, Bernd Heidicker                   | 5:48,52 OR |
| 2. (8.)                | Csehország (CZE) · Jakub Makovička, Jan Schindler, Petr Vitásek, Karel Neffe, Jr.                      | 5:49,99    |
| 3. (9.)                | Szlovénia (SLO) · Tomaž Pirih, Jani Klemenčič, Gregor Sračnjek, Miha Pirih                             | 5:50,59    |
| 4. (10.)               | Egyesült Államok (USA) · Garrett Klugh, Jamie Schroeder, Mike Wherley, Wolf Moser                      | 5:52,55    |
| 5. (11.)               | Oroszország (RUS) · Szergej Matvejev, Vlagyimir Vologyenkov, Alekszandr Litvincsev, Jevgenyij Zsigulin | 5:53,58    |
| 6. (12.)               | Horvátország (CRO) · Damir Vučičić, Igor Boraska, Petar Milin, Marko Dragičević                        | 5:57,36    |

#### A-döntő
Az A-döntőt hat egységgel rendezték, az elődöntők 1–3. helyezettjeivel. 
| Helyezés | Nemzet                                                                                     | Idő     |
| -------- | ------------------------------------------------------------------------------------------ | ------- |
| Arany    | Nagy-Britannia (GBR) · Steve Williams, James Cracknell, Ed Coode, Matthew Pinsent          | 6:06,98 |
| Ezüst    | Kanada (CAN) · Cam Baerg, Tom Herschmiller, Jake Wetzel, Barney Williams                   | 6:07,06 |
| Bronz    | Olaszország (ITA) · Lorenzo Porzio, Dario Dentale, Luca Agamennoni, Raffaello Leonardo     | 6:10,41 |
| 4.       | Ausztrália (AUS) · Dave McGowan, Rob Jahrling, Tom Laurich, Dave Dennis                    | 6:13,06 |
| 5.       | Új-Zéland (NZL) · Donald Leach, Mahé Drysdale, Carl Meyer, Eric Murray                     | 6:15,47 |
| 6.       | Lengyelország (POL) · Jarosław Godek, Mariusz Daniszewski, Artur Rozalski, Rafał Smoliński | 6:22,43 |